# جاي تشابمان
جاي تشابمان (بالإنجليزية: Jay Chapman)‏ (1 يناير 1994 ببرامبتون في كندا - ) هو لاعب كرة قدم كندي وإنجليزي في مركز الوسط. شارك مع منتخب كندا تحت 17 سنة لكرة القدم ومنتخب كندا تحت 23 سنة لكرة القدم ومنتخب كندا لكرة القدم. أما مع النوادي، فقد لعب مع نادي تورونتو وK–W United FC ‏ وToronto FC II ‏ وSC Toronto ‏.

## وصلات خارجية
- جاي تشابمان على موقع الدوري الأمريكي (الإنجليزية)
- جاي تشابمان على موقع قاعدة بيانات كرة القدم.إي يو (الإنجليزية)
- جاي تشابمان على موقع ناشيونال فوتبول تيمز (الإنجليزية)
- جاي تشابمان على موقع Soccerbase.com (لاعب) (الإنجليزية)
- جاي تشابمان على موقع Soccerway.com (الإنجليزية)
- جاي تشابمان على موقع عالم كرة القدم.نت (الإنجليزية)
- جاي تشابمان على موقع AS.com (الإسبانية)